# Chailloué
Chailloué is een gemeente in het Franse departement Orne (regio Normandië) en telt 464 inwoners (1999). De plaats maakt deel uit van het arrondissement Alençon. Op 1 januari 2016 werd de bestaande gemeente Chailloué opgeheven en met de gemeenten Marmouillé en Neuville-près-Sées samengevoegd tot een nieuwe gemeente, eveneens geheten Chailloué. 

## Geografie
De oppervlakte van Chailloué bedraagt 11,5 km², de bevolkingsdichtheid is 40,3 inwoners per km².
De onderstaande kaart toont de ligging van Chailloué met de belangrijkste infrastructuur en aangrenzende gemeenten.

## Demografie
Onderstaande figuur toont het verloop van het inwonertal (bron: INSEE-tellingen).